# Курынов, Александр Павлович
Александр Павлович Курынов (18 июля 1934, Уршельский, Гусь-Хрустальный район, Ивановская Промышленная область, РСФСР, СССР — 30 ноября 1973, Казань) — советский тяжелоатлет, заслуженный мастер спорта СССР (1960).

## Биография
Родился 8 июля 1934 года в посёлке Уршельский Владимирской области в семье военнослужащего.
В 1963 году окончил Казанский авиационный институт.
Был другом Юрия Власова.

Мемориальная доска Курынову на здании КАИ

Старший тренер Татсовета ДСО «Буревестник» (1958—1968 гг.), тренер Казанской школы высшего спортивного мастерства (1968—1971 гг.), инженер научно-исследовательского института по внедрению вычислительной техники (1971—1973 гг.).
Будучи студентом института, под руководством тренера Владимира Павлова серьёзно занялся тяжелой атлетикой и в 1956 году выполнил норматив мастера спорта СССР (звание присвоено в 1957 году).
В 1959, 1960 и 1962 годах Александр Курынов был победителем международных соревнований «Кубок Дружбы».
Наибольшего успеха добился в 1960 году, завоевав звание чемпиона Олимпийских игр в Риме, победив «железного» Томми Коно (США) и установив при этом мировые рекорды в толчке — 170,5 кг и в сумме троеборья — 437,5 кг. За этот успех он удостоен почетного звания «Заслуженный мастер спорта СССР».
Успешно выступал и после Олимпийских игр. Курынов — чемпион мира 1961, 1962, 1963 и чемпион Европы 1960—1963 годов. На счету Александра Курынова — 14 мировых рекордов и 16 рекордов СССР.
Член КПСС с 1967 года.
Скончался от почечной недостаточности.
Для увековечения памяти выдающегося атлета решением правительства Республики Татарстан в 1990 году на здании Казанского авиационного института (площадь Свободы) установлена мемориальная доска.
Ежегодно в память о нём проводятся международные соревнования по тяжелой атлетике.
В 2012 году после реставрации вновь открыт памятник спортсмену, расположенный на кладбище в Казани. В этом же году в жилом комплексе «Светлая Долина» появилась улица Александра Курынова. В Казани проводится ежегодный тяжелоатлетический турнир Мемориал Курынова.

## Награды
- Орден Трудового Красного Знамени (16.09.1960) — за успешные выступления в XVII летних и VIII зимних Олимпийских играх 1960 года, а также за выдающиеся спортивные достижения[7]